# Kęstutis Budrys
Kęstutis Budrys, né le 2 octobre 1980 à Vilnius, est un haut fonctionnaire et homme politique lituanien. Il est nommé ministre des Affaires étrangères de la Lituanie le 12 décembre 2024.

## Biographie

### Jeunesse et formation
Kęstutis Budrys naît le 2 octobre 1980 à Vilnius, en Lituanie[réf. nécessaire]. Il est diplômé de l'Institut des relations internationales et des sciences politiques de l'université de Vilnius en 2004, avec une maîtrise en sciences politiques. 

### Carrière professionnelle et politique

#### Département de la sécurité de l'État
En 2002, Kęstutis Budrys commence à travailler en tant qu'inspecteur au Département de la Sécurité d'État de Lituanie (en), le service de renseignement lituanien. Il progresse dans la hiérarchie, occupant divers postes, notamment celui d'inspecteur principal, de chef de département et de directeur adjoint du conseil. 
En 2015, il est nommé directeur adjoint du Département de la sécurité de l'État. Cinq ans plus tard en 2020, il est reconduit dans ses fonctions pour un mandat supplémentaire de cinq ans,.

#### Conseiller présidentiel
De 2009 à 2015, Kęstutis Budrys est conseiller auprès du président de la Lituanie, spécialisé dans les questions de renseignement et de politique de défense. En 2014, il est nommé temporairement conseiller en chef à la sécurité nationale du président après la démission de Jonas Markevičius. 
En 2022, il est nommé conseiller en chef à la sécurité nationale auprès du président.

#### Ministre des Affaires étrangères
Le 12 décembre 2024, Kęstutis Budrys est nommé ministre des Affaires étrangères de la Lituanie par le Premier ministre Gintautas Paluckas, succédant à Gabrielius Landsbergis,,. 